# Bento Francisco de Paula Sousa
Bento Francisco de Paula Sousa foi um político brasileiro.
Filho de Francisco de Paula Sousa e Melo e Maria de Barros Leite, formado em direito, foi deputado geral e ministro da Marinha entre 28 de janeiro e 6 de maio de 1882.
Casou-se com sua prima Isabel de Sousa Barros.